# Communauté de communes Val de Besbre - Sologne Bourbonnaise
La communauté de communes Val de Besbre - Sologne Bourbonnaise est une communauté de communes française, située dans le département de l'Allier en région Auvergne-Rhône-Alpes.

## Historique
La communauté de communes Val de Besbre - Sologne Bourbonnaise a été créée le 1er juin 2001 avec 28 communes à l'origine. Au cours de l'année 2001, quatorze d'entre elles ont souhaité quitter la structure mais deux nouvelles communes l'ont rejoint (Mercy et Beaulon).[réf. nécessaire]
Le schéma départemental de coopération intercommunale de l'Allier de 2015 impose le remaniement de toutes les structures intercommunales à fiscalité propre du département. Le préfet propose une fusion avec la communauté de communes Donjon - Val Libre. La nouvelle structure intercommunale compterait trente communes pour une population dépassant 15 000 habitants.
Au mois de juin 2016, le périmètre a été modifié ; la communauté de communes fusionnera aussi avec Varennes-Forterre ; la nouvelle structure intercommunale prend le nom de « Entr'Allier Besbre et Loire ».

## Territoire communautaire

### Géographie
La communauté de communes Val de Besbre - Sologne Bourbonnaise est située au nord-est du département de l'Allier. Elle jouxte la communauté d'agglomération de Moulins au sud-ouest et les communautés de communes du Pays de Chevagnes en Sologne Bourbonnaise au nord-ouest, dans le département de Saône-et-Loire, les communautés de communes entre Somme et Loire au nord-est, de Digoin Val de Loire à l'est, puis à nouveau dans l'Allier, les communautés de communes le Donjon - Val Libre au sud-est et Varennes-Forterre au sud-ouest.
Le territoire communautaire est situé « à 300 km de Paris, 170 km de Lyon et 120 km de Clermont-Ferrand », et desservi par la route nationale 79, portion de la Route Centre-Europe Atlantique, ainsi que par les routes départementales 480 (ancienne route nationale vers Vaumas, Lapalisse et Vichy). Un accès ferroviaire est proposé, avec la gare de Dompierre-Sept-Fons.

### Composition
La communauté de communes est composée des seize communes suivantes :
| Nom                          | Code Insee | Gentilé          | Superficie (km2) | Population (dernière pop. légale) | Densité (hab./km2) |
| ---------------------------- | ---------- | ---------------- | ---------------- | --------------------------------- | ------------------ |
| Dompierre-sur-Besbre (siège) | 03102      | Dompierrois      | 45,63            | 3 090 (2014)                      | 68                 |
| Beaulon                      | 03019      | Beaulonnais      | 63,98            | 1 666 (2014)                      | 26                 |
| Châtelperron                 | 03067      | Châtelperronais  | 20,80            | 148 (2014)                        | 7,1                |
| Chavroches                   | 03071      | Chavrochois      | 9,95             | 264 (2014)                        | 27                 |
| Diou                         | 03100      | Divins           | 24,89            | 1 434 (2014)                      | 58                 |
| Jaligny-sur-Besbre           | 03132      | Jalignois        | 9,63             | 597 (2014)                        | 62                 |
| Liernolles                   | 03144      | Liernollais      | 37,31            | 205 (2014)                        | 5,5                |
| Mercy                        | 03171      | Mercycois        | 28,80            | 262 (2014)                        | 9,1                |
| Monétay-sur-Loire            | 03177      |                  | 31,26            | 272 (2014)                        | 8,7                |
| Pierrefitte-sur-Loire        | 03207      | Pierrefittois    | 25,36            | 506 (2014)                        | 20                 |
| Saint-Léon                   | 03240      | Saint-Léonnais   | 33,62            | 627 (2014)                        | 19                 |
| Saint-Pourçain-sur-Besbre    | 03253      | Saint-Pourcinois | 32,99            | 435 (2014)                        | 13                 |
| Saint-Voir                   | 03263      | Saint-Voiriens   | 25,12            | 194 (2014)                        | 7,7                |
| Saligny-sur-Roudon           | 03265      | Salignois        | 57,77            | 698 (2014)                        | 12                 |
| Thionne                      | 03284      | Thionnois        | 26,96            | 318 (2014)                        | 12                 |
| Vaumas                       | 03300      | Vaumasiens       | 34,88            | 539 (2014)                        | 15                 |

Les seize communes appartenaient à quatre cantons différents avant le redécoupage : sept du canton de Dompierre-sur-Besbre (Diou, Dompierre-sur-Besbre, Monétay-sur-Loire, Pierrefitte-sur-Loire, Saligny-sur-Roudon, Saint-Pourçain-sur-Besbre et Vaumas), six du canton de Jaligny-sur-Besbre (Châtelperron, Chavroches, Jaligny-sur-Besbre, Liernolles, Saint-Léon et Thionne), deux du canton de Neuilly-le-Réal (Mercy et Saint-Voir) et une du canton de Chevagnes (Beaulon). Le redécoupage cantonal ayant affecté l'ensemble des cantons de l'Allier, depuis les élections départementales de mars 2015, Beaulon se retrouve dans le canton de Dompierre-sur-Besbre et les huit communes des cantons de Jaligny-sur-Besbre et Neuilly-le-Réal dans le canton de Moulins-2.

### Démographie
| 1968   | 1975   | 1982   | 1990   | 1999   | 2008   | 2013   |
| ------ | ------ | ------ | ------ | ------ | ------ | ------ |
| 15 014 | 14 551 | 14 023 | 13 109 | 12 032 | 11 645 | 11 317 |

| Hommes | Classe d’âge | Femmes |
| ------ | ------------ | ------ |
| 0,8    | 90 ans ou +  | 1,4    |
| 10,7   | 75 à 89 ans  | 14,9   |
| 19,8   | 60 à 74 ans  | 19,8   |
| 22,7   | 45 à 59 ans  | 21,3   |
| 17,3   | 30 à 44 ans  | 16,1   |
| 12,8   | 15 à 29 ans  | 11,4   |
| 15,9   | 0 à 14 ans   | 15,2   |

| Hommes | Classe d’âge | Femmes |
| ------ | ------------ | ------ |
| 0,8    | 90 ans ou +  | 2,1    |
| 9,5    | 75 à 89 ans  | 13,9   |
| 18,6   | 60 à 74 ans  | 18,9   |
| 21,5   | 45 à 59 ans  | 20,4   |
| 17,6   | 30 à 44 ans  | 16,5   |
| 15,2   | 15 à 29 ans  | 13,3   |
| 16,8   | 0 à 14 ans   | 14,9   |

## Administration

### Siège
Le siège de la communauté de communes est situé à Dompierre-sur-Besbre.

### Les élus
La communauté de communes est gérée par un conseil communautaire composé de 29 membres représentant chacune des communes membres.
Ils sont répartis comme suit :
| Nombre de délégués | Communes |
| ------------------ | --- |
| 5                  | Dompierre-sur-Besbre                                                                                           |
| 3                  | Beaulon, Diou                                                                                                  |
| 2                  | Jaligny-sur-Besbre, Pierrefitte-sur-Loire, Saint-Léon, Jaligny-sur-Besbre, Vaumas                              |
| 1                  | Châtelperron, Chavroches, Liernolles, Mercy, Monétay-sur-Loire, Saint-Pourçain-sur-Besbre, Saint-Voir, Thionne |

### Présidence
En 2014, le conseil communautaire a élu son président, Pascal Vernisse (élu à Dompierre-sur-Besbre), et désigné ses six vice-présidents qui sont :
1. Christian Labille (élu à Diou) ;
2. Jean-Paul Cherasse (élu à Thionne) ;
3. Valérie Gouby (élue à Dompierre-sur-Besbre) ;
4. Pascal Thevenoux (élu à Pierrefitte-sur-Loire) ;
5. Alain Lognon (élu à Beaulon) ;
6. Fabrice Maridet (élu à Saint-Pourçain-sur-Besbre).

### Compétences
L'intercommunalité exerce des compétences qui lui sont déléguées par les communes membres.
Les deux compétences obligatoires sont les suivantes :
- développement économique : création, réalisation, entretien, gestion et promotion des zones d'activités commerciale, industrielle, tertiaire, artisanale, portuaire et aéroportuaire, actions de développement économique (dont création, gestion et promotion d'ateliers relais, encouragement au développement du tissu commercial et artisanal sur l'ensemble du territoire communautaire) ;
- aménagement de l'espace : schéma directeur et de secteur, charte intercommunale de développement et d'aménagement, réserves foncières d'intérêt communautaire.

Les autres compétences exercées sont les suivantes :
- politique du logement social d'intérêt communautaire, actions en faveur des personnes défavorisées ;
- élimination et valorisation des déchets ménagers et assimilés ;
- création et gestion d'un relais d'assistantes maternelles ;
- études de faisabilité d'un musée à Beaulon et de la piscine de Dompierre-sur-Besbre ;
- promotion des communes et de la communauté de communes ;
- protection de l'environnement, etc.

### Régime fiscal et budget
La communauté de communes applique la fiscalité professionnelle unique depuis novembre 2001.

## Projets et réalisations
La communauté de communes a mené plusieurs réalisations, comme la création de cinq zones d'activités ou d'ateliers relais, des chantiers d'insertion depuis 2002, ou encore un office de tourisme intercommunal en 2003.
Elle prévoit la création d'une zone artisanale à Jaligny-sur-Besbre.

### Sources
- SPLAF (Site sur la Population et les Limites Administratives de la France)
- Base nationale sur l'intercommunalité
- Dossier statistique sur le site de l'Insee